# Adelelmo Nascimento
Adelelmo Francisco do Nascimento (Salvador, 1848 — Paris, 28 de janeiro de 1898) foi um compositor, violinista e maestro brasileiro, expoente na música lírica da Bahia e do Norte do país no final século XIX.
Dele registrou Manuel Querino, que "exibiu-se em diversos concertos, sempre muito aplaudido" e que, às expensas do governo amazonense, fora publicado "um compêndio de música, obra póstuma", com sua produção e em tiragem de dez mil exemplares.

## Relato biográfico
No ano de seu falecimento foi publicada por Lellis Piedade o seguinte relato biográfico, cuja autoria não informa (em domínio público):
«Adelelmo Francisco do Nascimento era filho de Felippa Gouveia Portugal com José Francisco do Nascimento, grande clarinetista brasileiro.
Nasceu em 1848, na rua dos Ossos, freguesia da Sé, começando, aos seis anos de idade, as primeiras letras com seu pai o qual, aos nove anos, lhe ensinava já, com o rigor daqueles tempos, a música solfejada, a que Adelelmo aplicava-se atenciosamente.
Preparado no ensino primário, continuou ele no estudo da música, matriculando-se, por esse tempo, no antigo liceu provincial, e depois no colégio Oito de Dezembro, onde estudou alguns preparatórios com destino ao curso de farmácia, o que não conseguiu por fugirem-lhe os meios necessários.
Aplicou-se, então, Adelelmo, com mais assiduidade, ao estudo do violino, tendo por mestre o afamado maestro francês Bacigalupi, levando, porém, os rudimentos, já aprendidos com os conhecidos professores Rodrigo Pereira e Eduardo Silva.
Quando Adelelmo se apresentou em nossa orquestra era já um violino de mão-cheia, tanto assim que davam-lhe o lugar de regente, que também ocupava algumas vezes no teatro S. João.
Seu pai, impossibilitado do uso da clarineta, abandonou esse instrumento e dedicou-se ao canto, sendo então nomeado mestre de capela da Catedral pelo preclaro e virtuoso arcebispo da Bahia, d. Romualdo.
Morto o seu progenitor, Adelelmo já a esse tempo conhecido como cantor e 1º violinista, sucedeu-lhe na mestrança da capelania, de cujo lugar foi dispensado em 18... um ano depois da morte do velho Nascimento.
Para Adelelmo começou então uma crise negra de provações e dificuldades, devido não só à guerra que lhe moviam seus companheiros de classe, por verem nele um rival temível, poderoso, por sua inteligência robusta, como também pelo gênio ou modo um tanto áspero com que tratava os colegas em os quais reconhecia força artística inferior à sua.
Chegando à Bahia a companhia lírica de Eva Carlany, encontrou essa atriz Adelelmo na regência da orquestra do teatro S. João, em cujo lugar o manteve por conhecer-lhe a importância, o merecimento que realmente tinha.
Daí, tornou a subir o termômetro do valor artístico de Adelelmo.
Vindo a esta capital o artista Thomaz Passini, amigos de Adelelmo (dentre os quais contava-se a distinta família Victorino Pereira) conhecedores de seu mérito, influíram para que ele fosse colocado na orquestra da companhia, onde alcançou o lugar de 1º violino concertante e 3º regente, tendo como 1º os maestros Antonietti e Bernardi.
No desempenho desses cargos veio encontrá-lo o glorioso maestro Carlos Gomes, de saudosa memória, o qual admirou-se de ver na terra de Santa Cruz um rabequista de força igual aos primeiros da Europa, firmando-se de então para cá mais os créditos de Adelelmo como artista.
Depois de uma estação de quatro meses, a companhia Passini seguiu para o Pará - e com ela contratados foram Adelelmo e mais alguns artistas baianos, entre os quais Alípio Rebouças, José Eulálio, Miguel Torres, ainda vivos.
Ali, Adelelmo teve uma época próspera e feliz, para o que muito contribuíram os nossos distintos patrícios drs. Quirino Bastos, Elpídio Costa, Matta Bacelar e Santa Rosa, e Paes de Carvalho, atual governador daquele estado.
Fixando ali residência, Adelelmo depois passou-se para o Amazonas onde foi professor público de música, criando com dois outros artistas baianos, uma orquestra, o que valeu-lhe mandarem-no para a Europa cultivar mais, ou aperfeiçoar-se ainda na arte musical.
Ultimamente, Adelelmo Nascimento ocupava o lugar de diretor do conservatório de música de Manaus, capital do Amazonas, onde há anos residia e o mérito sagra-lhe o nome de notável artista brasileiro.
Uma pneumonia ocasionou-lhe a morte em 28 de janeiro último, em Paris, desaparecendo assim, uma organização artística de primeira ordem, pois Adelelmo não temia a competência dos mais afamados de seus colegas, quer, principalmente, como executante, quer como autor ou professor.»